# Croix Boucher
La Croix Boucher, est située au lieu-dit la planchette, sur la Route Départementale 168, à 500 mètres au nord-est du bourg de la commune de Caro dans le Morbihan (au croisement du chemin de la Gaçaie).

## Historique
La croix fait l’objet d’une inscription au titre des monuments historiques depuis le 23 juin 1937.

## Architecture
La caractéristique principale de cette croix est sur un écusson, on peut y voir un couteau et un fusil à aiguiser.